# Ned Beauman
Ned Beauman (* 1985 in London) ist ein britischer Schriftsteller und Journalist.

## Leben
Beauman wuchs in Hampstead auf. Er studierte von 2003 bis 2006 Philosophie in Cambridge und schloss dort mit dem Abschluss BA ab. An der University of Sussex studierte er dann bis 2007 moderne und zeitgenössische Literatur, Kultur und Denken und schloss sein Studium mit dem MA ab.
Er schreibt für „Dazed & Confused“ und andere Zeitungen und Zeitschriften. Für das Magazin „Another Man“ war er Chefredakteur. Mit seinem ersten Roman Flieg, Hitler, flieg! (engl. Boxer, Beetle) gewann er den Writers’ Guild Of Great Britain Award 2011 (Best Fiction Book). Mit seinem Roman Egon Loesers erstaunlicher Mechanismus zur beinahe augenblicklichen Beförderung eines Menschen von Ort zu Ort (engl. The Teleportation Accident) gewann er 2012 den Encore Award und 2013 den Somerset Maugham Award. Den Arthur C. Clarke Award erhielt er 2023 für den Roman Der Gemeine Lumpfisch.
Sein Vater Christopher Beauman und seine Mutter Nicola Beauman schreiben ebenfalls Bücher.

## Werke
- Boxer, Beetle. Sceptre, 2010, ISBN 978-0-340-99839-7.
  - Flieg, Hitler, flieg! DuMont Buchverlag, 2010, ISBN 978-3-8321-9541-0.
  - Flieg, Hitler, flieg! Random House Audio, 2010, ISBN 978-3-8371-0315-1. (Hörbuch)
- The Teleportation Accident. Sceptre, 2012, ISBN 978-0-340-99842-7.
  - Egon Loesers erstaunlicher Mechanismus zur beinahe augenblicklichen Beförderung eines Menschen von Ort zu Ort. DuMont Buchverlag, 2013, ISBN 978-3-8321-9703-2.
- Glow. Sceptre, 2014, ISBN 978-1-4447-6551-9.
  - Glow. Übersetzung Kathrin Passig, Gerhard Henschel. Hoffmann und Campe, 2014, ISBN 978-3-455-00198-3.
- Madness is Better than Defeat. Sceptre, 2017, ISBN 978-1-4736-1359-1.
  - Warum der Wahnsinn einer Niederlage vorzuziehen ist. Übersetzung Marion Hertle. Hoffmann und Campe, 2018, ISBN 978-3-455-00416-8.
- Venomous Lumpsucker, Sceptre, 2022, ISBN 978-1-4736-1355-3
  - Der Gemeine Lumpfisch, Übersetzung Marion Hertle, Liebeskind Verlag, 2023, ISBN 978-3-95438-158-6